# Каппер, Джеймс
Джеймс Каппер (James Capper; 15 декабря 1743 — 6 сентября 1825) — английский путешественник.

## Биография
Джеймс Каппер родился 15 декабря 1743 года и получил образование в школе Харроу. 
Он поступил на службу в Ост-Индскую компанию и достиг звания полковника, занимая некоторое время должность генерального контролера армии и фортификационных счетов на побережье Короманделя.
После ухода с военной службы Каппер поселился на несколько лет в Южном Уэльсе, заинтересовавшись метеорологией и сельским хозяйством.  
Ему принадлежат: «Observations on the passage to India through Egypt etc.»; «Observations on the winds and mousoons» (Лонд., 1801); «Observations on the cultivation of waste land» (Л., 1806); «Meteorological and miscellaneous tracts applicable to navigation» (Л., 1809).
Умер в Ditchingham Lodge, недалеко от Бангея, 6 сентября 1825 года. 